# سارا رز کار
سارا رُز کار (انگلیسی: Sarah Rose Karr؛ زادهٔ ۱۳ نوامبر ۱۹۸۴) یک هنرپیشه اهل ایالات متحده آمریکا است.

## بخشی از فیلمشناسی
از فیلم‌ها یا برنامه‌های تلویزیونی که وی در آن نقش داشته‌است می‌توان به آثار زیر اشاره کرد.
- پلیس کودکستان (۱۹۹۰)
- پدر عروس (۱۹۹۱)
- بتهوون (فیلم) (۱۹۹۲)
- بتهوون، قسمت دوم (۱۹۹۳)